# Cristian Nazarit
Cristian Nazarit Truque (Villa Rica, Cauca, Colombia, 13 de agosto de 1990) es un exfutbolista colombiano. Jugaba como delantero y se retiró en el Al-Ahli de la Liga de fútbol de Catar.

## Trayectoria

### América de Cali
Debutaría muy joven con los diablos rojos allí es vendido al Santa Fe.

### Santa Fe
El club Santa Fe lo fichó a inicios del 2008 en esa temporada anota 2 goles.

Para la temporada 2009 anota 3 goles en la liga y 3 goles en la Copa Colombia de la cual saldría campeón.

Para 2010 registra su mejor campaña goleadora hasta ese momento donde logra anotar 11 goles en la liga y 3 en la Copa Colombia.

A pesar de anotar varios goles nunca se pudo afiazar ni en la titular ni con la hinchada esa sería su última temporada con el León.

### Barcelona
En mayo de 2011 es contratado por el Chicago Fire de la Major League Soccer de Estados Unidos. Sin embargo jugó apenas 15 partidos entre la temporada de la MLS y la US Open Cup, por lo cual fue descartado por el entrenador Frank Klopas para la temporada 2012, llegando el club y Nazarit a un acuerdo para finalizar el contrato.

### Deportivo Cali
Llega como refuerzo al Deportivo Cali en el año 2012 con contrato de un año, logra anotar 7 tantos en el primer torneo.

### Deportivo Pasto
Llegó como refuerzo al Deportivo Pasto en el año 2016 con contrato de seis meses, Su primera anotación fue el 5 de marzo en el partido contra La Equidad.

### Independiente Medellín
Para el 2017 llega como refuerzo al Independiente Medellín para la Copa Libertadores 2017. Su primer gol lo marca el 23 de abril dándole la victoria a su club 3 a 2 sobre el Deportes Tolima con un gol de cabeza.

### Al-Ahli
El 1 de agosto de 2017 es presentado como nuevo jugador del Al-Ahli de la Liga de fútbol de Catar. Debuta con gol el 15 de septiembre marcando el gol del empate a un gol en su visita al Al Gharafa.

## Selección Colombia

### Participaciones en suramericanos
| Torneo                       | Sede      | Resultado    | Partidos | Goles |
| ---------------------------- | --------- | ------------ | -------- | ----- |
| Sudamericano Sub-17 de 2007  | Ecuador   | Subcampeón   | 9        | 6     |
| Juegos Panamericanos de 2007 | Brasil    | Primera fase | 3        | 1     |
| Sudamericano Sub-20 de 2009  | Venezuela | Primera fase | 9        | 1     |

### Participación en mundiales
| Torneo                      | Sede          | Resultado        | Partidos | Goles |
| --------------------------- | ------------- | ---------------- | -------- | ----- |
| Copa Mundial Sub-17 de 2007 | Corea del Sur | Octavos de final | 4        | 3     |

## Clubes
| Club                   | País           | Año         |
| ---------------------- | -------------- | ----------- |
| América de Cali        | Colombia       | 2007        |
| Santa Fe               | Colombia       | 2008 - 2010 |
| Chicago Fire           | Estados Unidos | 2011        |
| Deportivo Cali         | Colombia       | 2012        |
| Rionegro Águilas       | Colombia       | 2013        |
| Deportes Concepción    | Chile          | 2013        |
| Gifu                   | Japón          | 2014        |
| Consadole Sapporo      | Japón          | 2015        |
| Deportivo Pasto        | Colombia       | 2016        |
| Independiente Medellín | Colombia       | 2017        |
| Al-Ahli                | Catar          | 2017        |

## Estadísticas
| Club                              | Temporada           | Liga  | Liga  | Copa Nacional | Copa Nacional | Copa Internacional | Copa Internacional | Total | Total | Prom. · |
| Club                              | Temporada           | Part. | Goles | Part.         | Goles         | Part.              | Goles              | Part. | Goles | Prom. · |
| --------------------------------- | ------------------- | ----- | ----- | ------------- | ------------- | ------------------ | ------------------ | ----- | ----- | ------- |
| América de Cali · Colombia        | 2007                | 13    | 6     | 0             | 0             | -                  | -                  | 13    | 6     | 0,46    |
| América de Cali · Colombia        | Total               | 13    | 6     | 0             | 0             | 0                  | 0                  | 13    | 6     | 0,46    |
| Santa Fe · Colombia               | 2008                | 15    | 2     | 0             | 0             | -                  | -                  | 15    | 2     | 0,13    |
| Santa Fe · Colombia               | 2009                | 12    | 3     | 0             | 0             | -                  | -                  | 12    | 3     | 0,25    |
| Santa Fe · Colombia               | 2010                | 30    | 11    | 0             | 0             | 3                  | 0                  | 33    | 11    | 0,33    |
| Santa Fe · Colombia               | Total               | 57    | 16    | 0             | 0             | 3                  | 0                  | 60    | 16    | 0,26    |
| Chicago Fire Estados Unidos       | 2011                | 12    | 2     | 2             | 0             | -                  | -                  | 14    | 2     | 0,14    |
| Chicago Fire Estados Unidos       | Total               | 12    | 2     | 2             | 0             | 0                  | 0                  | 14    | 2     | 0,14    |
| Deportivo Cali · Colombia         | 2012                | 27    | 6     | 2             | 0             | -                  | -                  | 29    | 6     | 0,20    |
| Deportivo Cali · Colombia         | Total               | 27    | 6     | 2             | 0             | 0                  | 0                  | 29    | 6     | 0,20    |
| Rionegro Águilas · Colombia       | 2013                | 16    | 1     | 5             | 1             | -                  | -                  | 21    | 2     | 0,09    |
| Rionegro Águilas · Colombia       | Total               | 16    | 1     | 5             | 1             | 0                  | 0                  | 21    | 2     | 0,09    |
| Deportes Concepción · Chile       | 2014                | 9     | 1     | 1             | 0             | -                  | -                  | 10    | 1     | 0,10    |
| Deportes Concepción · Chile       | Total               | 9     | 1     | 1             | 0             | 0                  | 0                  | 10    | 1     | 0,10    |
| Gifu Japón                        | 2014                | 34    | 17    | 0             | 0             | -                  | -                  | 34    | 17    | 0,50    |
| Gifu Japón                        | Total               | 34    | 17    | 0             | 0             | 0                  | 0                  | 34    | 17    | 0,50    |
| Consadole Sapporo Japón           | 2015                | 24    | 5     | 0             | 0             | -                  | -                  | 24    | 5     | 0,20    |
| Consadole Sapporo Japón           | Total               | 24    | 5     | 0             | 0             | 0                  | 0                  | 24    | 5     | 0,20    |
| Deportivo Pasto · Colombia        | 2016                | 29    | 8     | 1             | 0             | -                  | -                  | 30    | 8     | 0,26    |
| Deportivo Pasto · Colombia        | Total               | 29    | 8     | 1             | 0             | 0                  | 0                  | 30    | 8     | 0,26    |
| Independiente Medellín · Colombia | 2017                | 13    | 1     | 3             | 0             | 1                  | 0                  | 17    | 1     | 0,05    |
| Independiente Medellín · Colombia | Total               | 13    | 1     | 3             | 0             | 1                  | 0                  | 17    | 1     | 0,05    |
| Al-Ahli Catar                     | 2017                | 10    | 3     | 4             | 1             | -                  | -                  | 14    | 4     | 0,28    |
| Al-Ahli Catar                     | Total               | 10    | 3     | 4             | 1             | 0                  | 0                  | 14    | 4     | 0,28    |
| Total en su carrera               | Total en su carrera | 216   | 60    | 18            | 2             | 4                  | 0                  | 238   | 62    | 0,26    |

## Palmarés

### Torneos nacionales
| Título      | Club          | País     | Año  |
| ----------- | ------------- | -------- | ---- |
| Copa Ciudad | Independiente | Colombia | 2009 |